# Tik Tok (canción)
«Tik Tok» (estilizado como «TiK ToK») es el sencillo con el que debutó la artista estadounidense Kesha. La canción fue producida por Benny Blanco y Dr. Luke y compuesta por ambos junto a la cantante. Se lanzó el 7 de agosto de 2009 como el principal sencillo del primer álbum de estudio de Kesha, Animal. El primer verso del tema se inspiró en una ocasión en que la cantante despertó rodeada de mujeres hermosas y se imaginó a P. Diddy en un escenario similar. Esta experiencia desencadenó la composición del tema, que más tarde entregó a su productor, Dr Luke, quien había estado en contacto con Diddy buscando colaboración; el rapero acudió al estudio ese mismo día y grabó sus líneas para finalizar la canción.
Según Kesha, la letra de la canción la representa y se basa en su vida; transmite un mensaje despreocupado y habla de no dejar que nada deprima a uno. Consiste en una canción de dance pop y electropop que posee un pulso minimalista como de videojuego combinado con aplausos y sintetizadores. En las estrofas, existe un estilo de rap, mientras que el estribillo está cantado. Además, se destaca el uso de la herramienta Auto-Tune. En cuanto a su música, el tema se comparó con los trabajos de Lady Gaga, Uffie y Fergie.
La canción tuvo una recepción mediática favorable por parte de los especialistas musicales. Las reseñas de la canción elogiaban el estilo musical y su letra, pues para algunas críticas el sencillo parece una celebración hacia el estilo de vida fiestero; la producción de este le agradó a los críticos a pesar de que algunos análisis sostenían que el tono de la melodía resultaba «irritante» además de similar a otras canciones de otros artistas. Aun así, también logró un notable éxito comercial, ya que alcanzó las primeras posiciones en las listas de once países. En los Estados Unidos la canción rompió el récord de la mayor cantidad de ventas en una semana para una artista femenina de todos los tiempos, ya que vendió 610 000 descargas digitales en una semana. «Tik Tok» recibió cinco discos de platino otorgados por la Recording Industry Association of America y vendió 6 332 000 copias en dicho país, hasta agosto de 2012. La canción fue el sencillo con mayor cantidad de ventas en el mundo durante 2010 y logró alcanzar 12,8 millones de copias vendidas únicamente en ese año.
El video musical de la canción fue dirigido por Syndrome. Este comienza cuando Kesha despierta en una bañera en una casa que no es la suya; después, viaja por todo un pueblo y llega a una fiesta. El video llega a su fin cuando la cantante despierta en otra bañera diferente a la del principio. La canción ha sido presentada e interpretada por otros artistas en diferentes ocasiones. Kesha ha cantado su sencillo en Saturday Night Live, The Ellen DeGeneres Show y en los MTV Europe Music Awards, entre otros.

## Antecedentes e influencias

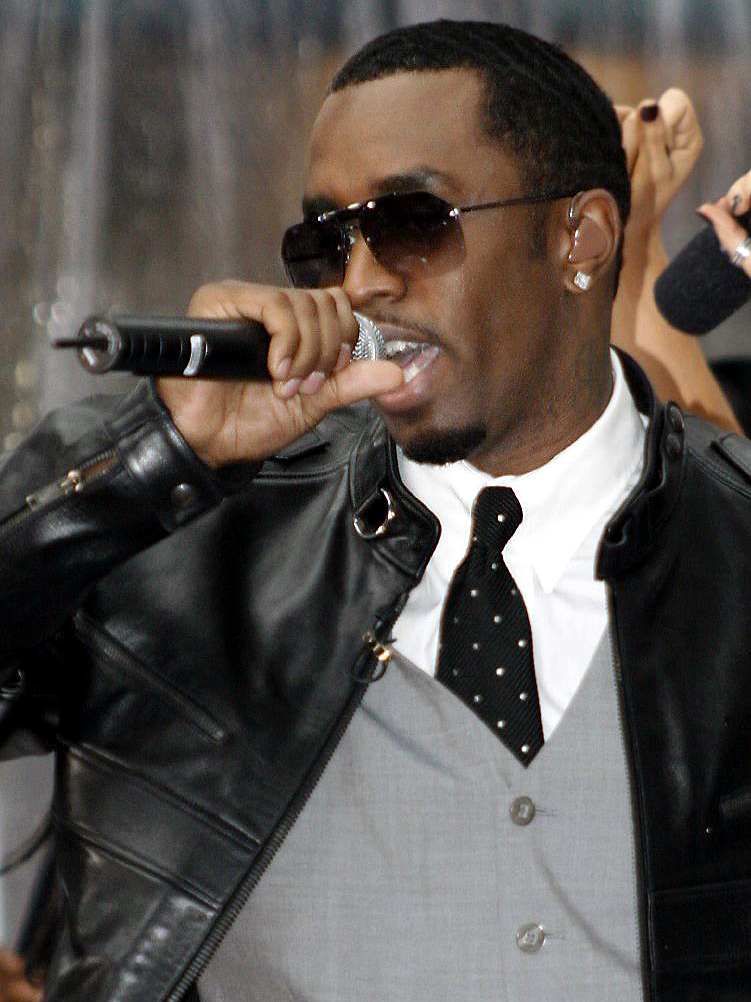
El rapero P. Diddy, mencionado en la canción, sirvió como una de las principales inspiraciones del tema y también colaboró en su grabación.

Kesha, Dr. Luke y Benny Blanco compusieron «Tik Tok» y la coproducción estuvo a cargo de los dos últimos. La cantante comentó que la inspiración detrás de la canción se basa en una ocasión donde llegó a casa medio ebria y tambaleante tras una noche de fiesta. Luego, escribió unas palabras del tema. El primer verso proviene de una experiencia en la que despertó rodeada de «mujeres hermosas» y se imaginó a P. Diddy en una escena similar. Y una vez que Kesha ideó el tema sobre el que trataría la canción, contactó a su productor, Dr. Luke, y le entregó una pequeña muestra de su nuevo material. Cuatro horas más tarde, Diddy llamó a Luke y le comentó que deberían hacer un tema juntos. Diddy acudió al estudio ese mismo día para aportar sus ideas sobre el proyecto y la canción estuvo finalmente terminada.
Los ingenieros de sonido Emily Wright y Sam Holland se ocuparon de la edición en la canción en los Conway Record Studios de Los Ángeles, California. En el tiempo que Kesha pasó en el estudio junto a Dr. Luke y Blanco, necesitó tres tomas para cantar el tema correctamente y como ella dijo en broma, «rapeé como una chica blanca» sobre el ritmo. Kesha explicó sobre el tema: «Pensé que era nada más otra canción, pensé que era simplemente como las otras que había compuesto. No sabía ni siquiera si era buena. Quería reescribir las estrofas, pensaba que no eran graciosas ni divertidas, [...] como que apestaban, pero a todos los demás le gustaban». Finalmente, Kesha no reescribió la letra del tema. Luego, describió su temática en una entrevista e hizo énfasis en que representaba su estilo de vida:

«Somos todos jóvenes y quebrados y eso no importa. Podemos encontrar ropa en la calle, salir, vernos fantásticos y romperla. Si no tenemos un auto, eso no nos detiene, porque tomaremos el [transporte] colectivo. Si no podemos pagar los tragos, llevaremos una botella en nuestro bolso. Es simplemente sobre no dejar que nada te deprima».

## Descripción

La canción está compuesta en la tonalidad de re menor.

«Tik Tok» es una canción de tempo no acentuado de géneros dance y pop que incorpora elementos de electropop en su repetición y su pulso. Posee un «pulso de videojuego», combinado con aplausos y sintetizadores. En el comienzo de la canción, en el verso Wake up in the morning feeling like P. Diddy («Me despierto en la mañana sintiéndome como P. Diddy»), Kesha utiliza un estilo de rap que también se emplea en el resto de las estrofas, mientras que el estribillo está cantado. A lo largo del tema, la voz de Kesha está arreglada con Auto-Tune en algunas partes. La canción también incluye dos intervenciones de Diddy, Hey, what up girl? («Hey, ¿cómo estás, nena?») y Let's go («Vamos»). En cuanto a su letra, «Tik Tok» habla de «los placeres de exceso, desde la bebida (Ain't got a care in the world but I got plenty of beer; "No tengo una preocupación en el mundo, pero estoy repleta de cerveza") hasta los hombres (We kick 'em to the curb unless they look like Mick Jagger; "los echamos a patadas hacia la acera a menos que luzcan como Mick Jagger")». Según Kesha, la letra la representa y afirmó al respecto: «Es sobre mi vida, es cien por ciento yo».
Según la partitura publicada por Kobalt Music Publishing en Musicnotes.com, la canción está en compás de 4/4 y tiene un pulso moderado de 120 pulsaciones por minuto. Está en la tonalidad de re menor. La secuencia si♭-do-re menor es su progresión armónica y la voz de Kesha abarca las notas re3 a re5. Se la ha comparado con el sencillo debut de Lady Gaga «Just Dance» debido a su estilo musical y el contenido de su letra y también se ha comparado a Kesha con Fergie por su estilo similar de rap.

## Recepción

### Comentarios de la crítica

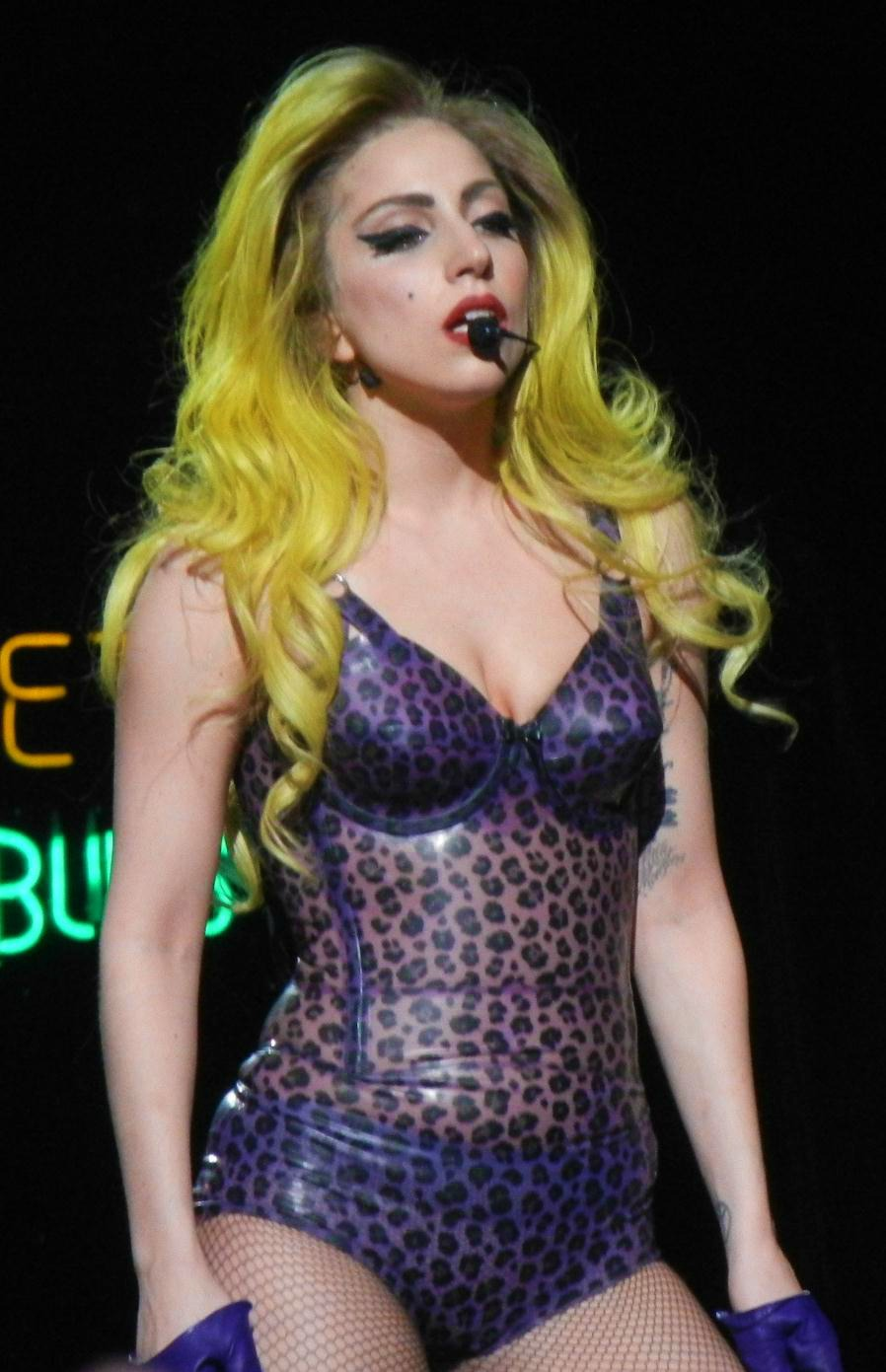
Los críticos compararon a «Tik Tok» con «Just Dance» de la cantante estadounidense Lady Gaga.

«Tik Tok» recibió diversas críticas por parte de los medios especializados en el ámbito musical después de haber sido lanzada. Kelsey Paine de Billboard calificó a la canción como «una carta de amor a los DJ de todas partes, con aplausos que construyen un crescendo de dance-pop puro [y] pegadizo». Jim Farber del New York Daily News mencionó que la canción es «un lengüetazo vintage de un caramelo demasiado dulce y dañino para los dientes como para poder resistirse» que presentaba un «gancho de sintetizador [como una] puñalada». Fraser McAlpine de la BBC le dio una puntuación de 4 sobre 5 estrellas a la canción y la nombró como una «cancioncilla pequeñamente suciecilla» que tiene «escrita la palabra "éxito" en toda su esencia». McAlpine notó ciertas similitudes con la canción de Lady Gaga «Just Dance» debido a su temática fiestera, pero reconoce que «la hace sonar un poco divertida, de todas formas». Billy Johnson, Jr. de Yahoo! comparó «Tik Tok» con el sencillo de 1980 del cantante L'Trimm «Cars that Go Boom» y mencionó que Kesha «tomó el estilo vocal de L'Trimm para su propio sencillo». Nick Levine de Digital Spy le dio también a la canción una puntuación de 4 estrellas y recalcó que la melodía le daba a Kesha una «actitud pícara», pero describió de una manera positiva la letra. Levine también dijo que el uso del Auto-Tune fue algo «divertido» y comentó que el ajuste de sonido que realizó Dr. Luke fue «vitalizador» y «pegajoso». La reseña destacó el estribillo de la canción y Levine lo llamó «un gran desafuero» y «una basura completa, de la mejor forma posible».
Sin embargo, Jonah Weiner de la Slate Magazine ofreció una reseña negativa pues tildó que «la canción se localiza en la línea delgada entre la locura encantadora y lo profundamente irritante». Luego, comparó la canción con los trabajos de otros artistas pues puntualizó que «las estrofas de rap tienen una calidad inferior a la de Fergie, plagadas de chillidos y de la jerga de "al diablo con la fecha de vencimiento"». Weiner también expresó que la línea argumental que presenta la canción parece una «secuela» de lo que es «Just Dance» y la resumió al decir que «la chica despierta ebria, continúa estando ebria y llega a un antro [...] donde se pone aún más ebria». Jon Caramanica de The New York Times describió al sencillo como «una celebración salaz y enérgica de las noches de fiesta largas y a los after-party matutinos». También comentó que «algunos [críticos] han comparado, lamentablemente, a Kesha con Uffie, que está asociada con el influyente sello discográfico francés de música electrónica Ed Banger y cuya obra basada en el rap descarado es anterior a la de Kesha sólo por un par de años». Mencionó también que «sin embargo, si alguien debería sentirse desplumada por "Tik Tok" es Lady Gaga, quien probablemente escuche trozos significativos de su éxito "Just Dance" en su melodía y su temática».
En 2010, «Tik Tok» fue nominada a diversos premios. Fue candidata a «Mejor vídeo femenino» y «Mejor vídeo pop» en los MTV Video Music Awards 2010; sin embargo, perdió en ambas categorías ante «Bad Romance» de Lady Gaga. También estuvo nominada en los MuchMusic Video Awards, en la categoría de «vídeo internacional del año» y en la de «favoritos: vídeo internacional»; pero aun así, el tema volvió a perder ambas categorías contra «Party in the U.S.A.» de Miley Cyrus y «Whataya Want From Me» de Adam Lambert respectivamente.

### Desempeño comercial

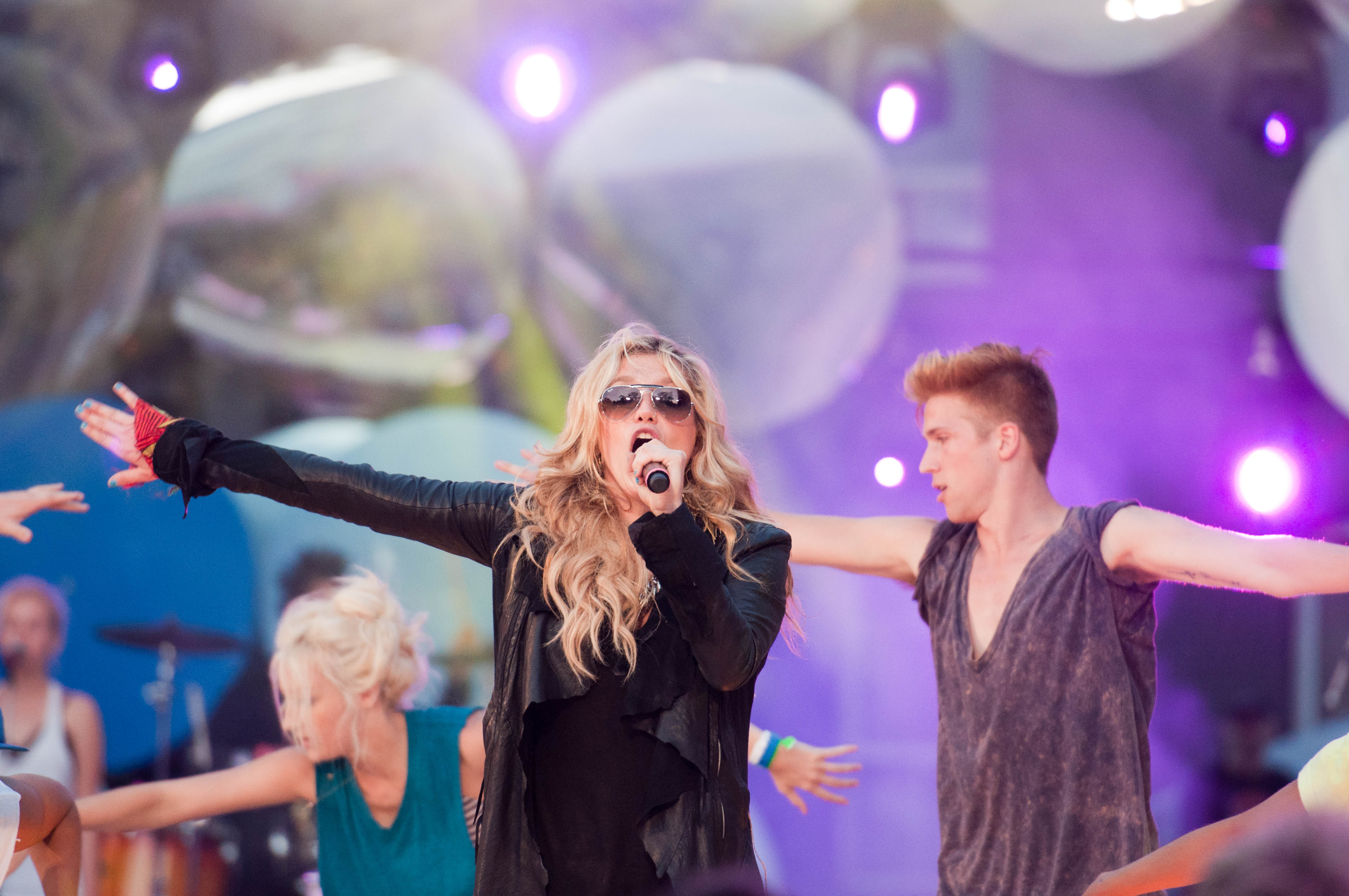
Kesha ensayando «Tik Tok» para su presentación en los MuchMusic Video Awards el 18 de junio de 2010.

En los Estados Unidos, en la semana finalizada con el día 24 de octubre de 2009, «Tik Tok» debutó en el Billboard Hot 100 en el puesto número setenta y nueve. La canción fue ascendiendo en la lista durante un tiempo y llegó a ser el primer sencillo número uno de la nueva década de 2010. Hacia el 27 de diciembre de 2009 «Tik Tok» rompió en los Estados Unidos el récord de la mayor cantidad de ventas en el lapso de una semana, ya que se llegaron a vender 610 000 copias en descarga digital, cifra que corresponde a una de las mayores cantidades de descargas alcanzadas por una artista desde el año 2003. Fue la segunda en este aspecto y solo «Right Round» la superó, ya que vendió 636 000 descargas el 28 de febrero de 2009. Hacia el 6 de febrero de 2010, la canción encabezó la lista de airplay de la Billboard Pop Songs por registrar 11 224 reproducciones. De esta manera, se convirtió en la canción más reproducida durante el 17.º año de la lista y rompió así el récord de la semana anterior, el cual había impuesto un total de 10 859 reproducciones por parte de «Bad Romance» de Lady Gaga. Debido a que estuvo en el primer lugar de Billboard durante nueve semanas consecutivas al final de 2010, «Tik Tok» se nombró como «la canción Hot 100» de ese año. También fue la séptima canción más reproducida en las radios de aquel país y la octava más descargada durante 2010. La canción recibió 5 discos de platino entregados por la Recording Industry Association of America por la venta de más de 5 000 000 de copias. Hacia agosto de 2012, logró vender más de 6 332 000 de copias en Estados Unidos y Kesha se convirtió así en la segunda artista femenina en tener una canción con ventas que alcanzaran dicha cifra, tras Lady Gaga con «Just Dance» y «Poker Face».

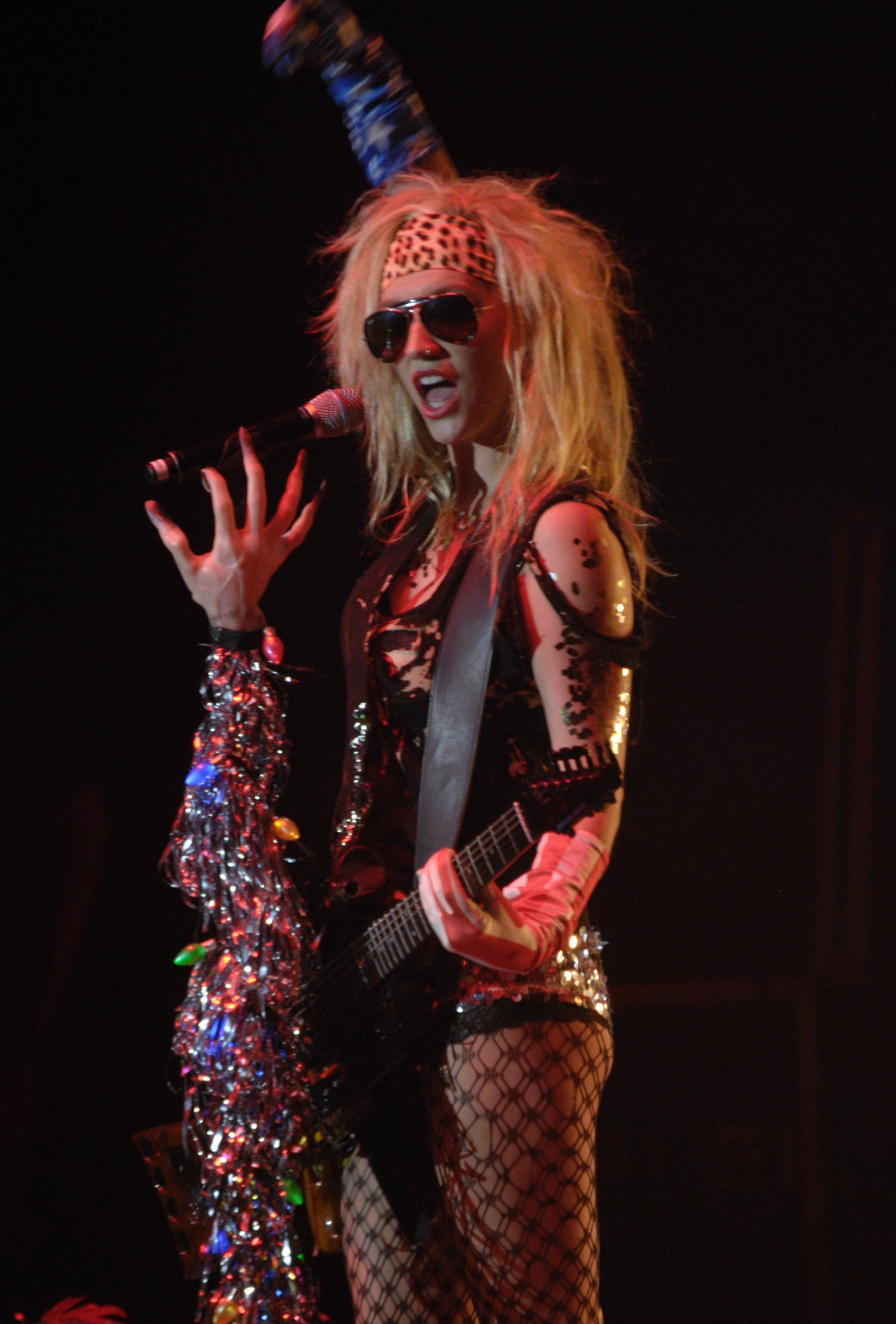
Kesha durante un concierto de 2010.

La canción hizo su debut en la New Zealand Singles Chart de manera oficial en el puesto número siete el 5 de octubre de 2010. En la siguiente semana, alcanzó el puesto número uno, donde se mantuvo durante cinco semanas seguidas. La canción también recibió dos discos de platino otorgados por la Recording Industry Association of New Zealand pues superó las 30 000 copias vendidas. En Australia, «Tik Tok» debutó en el conteo Australian Singles Chart en el número 28, aunque hacia su tercera semana dentro de la susodicha lista ascendió hasta el primer puesto. Está se mantuvo así durante ocho semanas y a finales de 2009 la canción llegó la novena posición dentro de las Australian Singles Year End Chart. El año siguiente, entró a la decimosegunda posición en la lista de final de año del país. De la misma forma, recibió cinco discos de platino entregados por la Australian Recording Industry Association en reconocimiento a las 350 000 copias vendidas. El 23 de octubre de ese año, «Tik Tok» ingresó a la lista en la posición 38 de las listas suecas. Más tarde, logró llegar a la posición 11 y finalmente escaló hasta la tercera, que fue su mejor puesto en estas listas. Algo similar ocurrió en Dinamarca, pues entró en la posición 39 y ocupó también el tercer puesto como máximo. En Noruega, la canción debutó en el puesto 11 y su máxima posición allí también fue la tercera. En el Reino Unido, «Tik Tok» ingresó en el UK Singles Chart en la sexta posición el 8 de noviembre de 2009; sin embargo, después de un período de tres meses, el 3 de enero de 2010 la canción logró subir hasta el cuarto puesto.
La canción debutó en las listas canadienses, donde entró en la Canadian Hot 100 en el puesto 67. Está ascendió progresivamente durante varias semanas hasta que por fin alcanzó la primera posición en la semana terminada del 21 de noviembre de 2009. Aunque la canción se mantuvo así durante dos semanas, antes de que descendiera al puesto número dos y fuera destronada por «Bad Romance» de Lady Gaga. A pesar de ello «Tik Tok» regresó al primer puesto después de varias semanas y a partir del 2 de enero de 2010 la canción se mantuvo en esa posición por un lapso de siete semanas más. En 2009 «Tik Tok» fue la 76° canción con mejor posición de ese año, en tanto que para 2010 ocupó el segundo puesto de la Canadian Hot 100 Year End Charts, respectivamente. Se le dio a la canción un reconocimiento de 7 discos de platino otorgados por la Canadian Recording Industry Association por haber vendido 280 000 copias durante 2010. A finales de 2010, «Tik Tok» se convirtió en la canción más vendida de un artista extranjero en Corea del Sur, ya que logró 1 412 653 de descargas en aquel país. «Tik Tok» vendió 12,8 millones de copias digitales en 2010, lo que la convirtió en la canción más vendida de dicho año y superó así a la del año anterior por una cantidad de aproximadamente 3 millones de copias más. En una lista especial de Billboard por el 55.º aniversario de su lista Hot 100, la canción figuró en el puesto número 56.

## Video musical

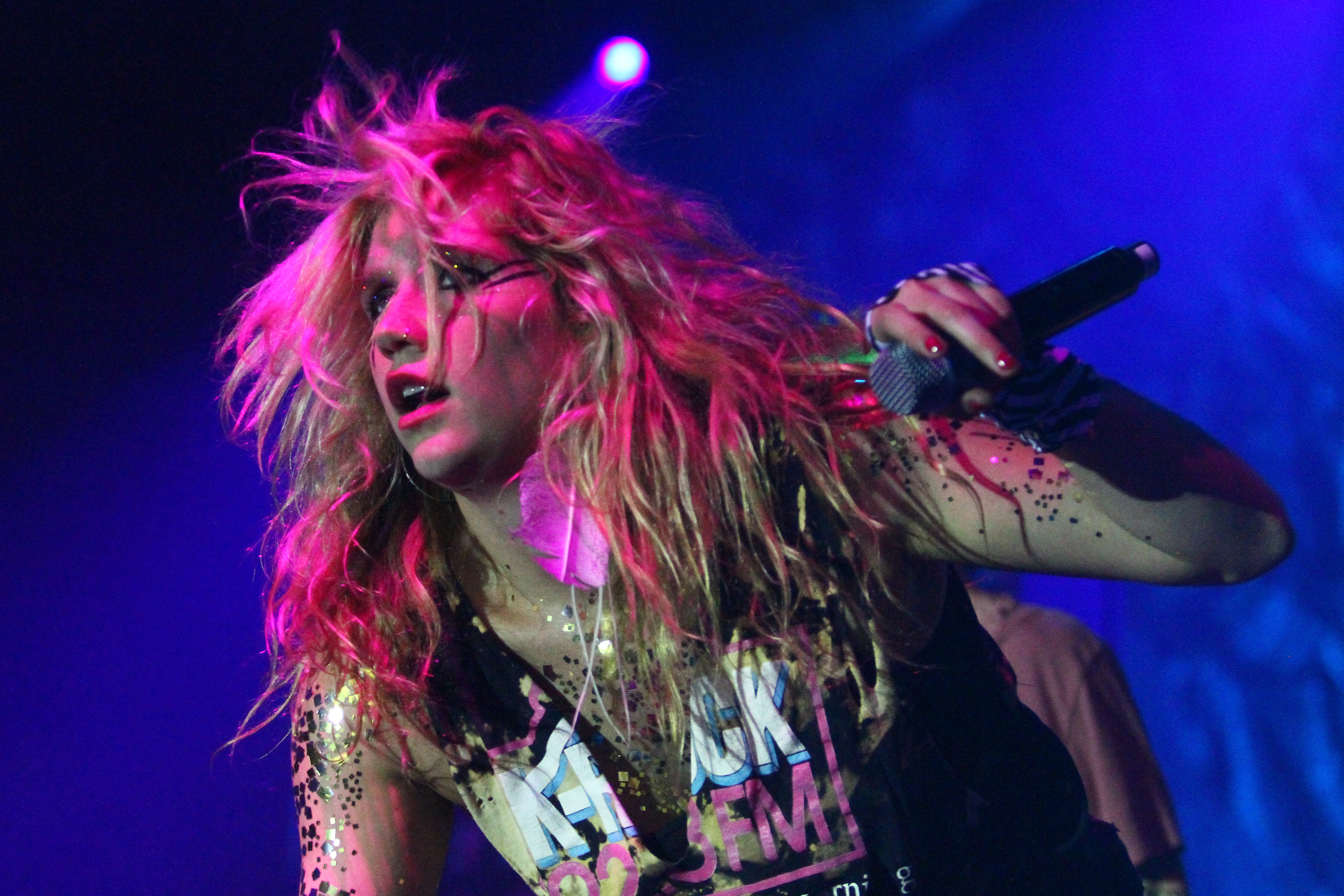
Kesha durante una presentación en Dartmouth College.

El video musical de «Tik Tok» fue dirigido por Syndrome. Se filmó en el viejo barrio de la cantante y el auto que puede verse en el video le pertenece. Kesha comentó sobre la experiencia: «Estoy contenta con el video porque en realidad fui a filmarlo en mi viejo barrio y el hombre manejando mi coche dorado es un amigo mío». Las escenas de la fiesta se filmaron en la casa de su amiga, a la que ambas se refirieron como «la celda de borrachos». La artista afirmó: «la última escena de la fiesta [fue filmada] en esta casa llamada la celda de borrachos, que es la casa de mi amiga en la que todos hacemos fiestas. Así que me gusta porque es súper honesto y genuino».
El video comienza con Kesha despertando dentro de una bañera en una casa; luego, sale de allí y busca un cepillo en el botiquín y baja por una escalera mirando las fotografías de la pared. Luego, se dirige a la cocina y se topa con una familia desayunando que se sorprende al verla. Se encoge de hombros y abandona la casa. Cuando llega a la acera, toma una bicicleta dorada y se echa a andar. Kesha se encuentra con un grupo de niños y cambia su bicicleta por su equipo de música. Luego, se muestra una escena en la que rechaza a un hombre y otro, interpretado por Simon Rex la lleva en su Trans Am de 1978. La policía los detiene y la artista es esposada. Luego, se ven imágenes de Kesha cantando con el cuerpo fuera del auto y revoleando las esposas que cuelgan de uno de sus brazos. La siguiente escena la muestra en una habitación vacía llena de brillo. Más adelante, se la ve en una fiesta con Rex, antes de la escena final. El video finaliza con la cantante tirada en una bañera diferente a la del comienzo de la canción, y se escuchan voces en español con acento mexicano, con los gritos característicos de un mercado, dando a entender que terminó cruzando la frontera.
El vídeo de «Tik Tok» es el más popular de la cantante hasta día de hoy, con 565 millones de reproducciones.

## Promoción y presentaciones en vivo

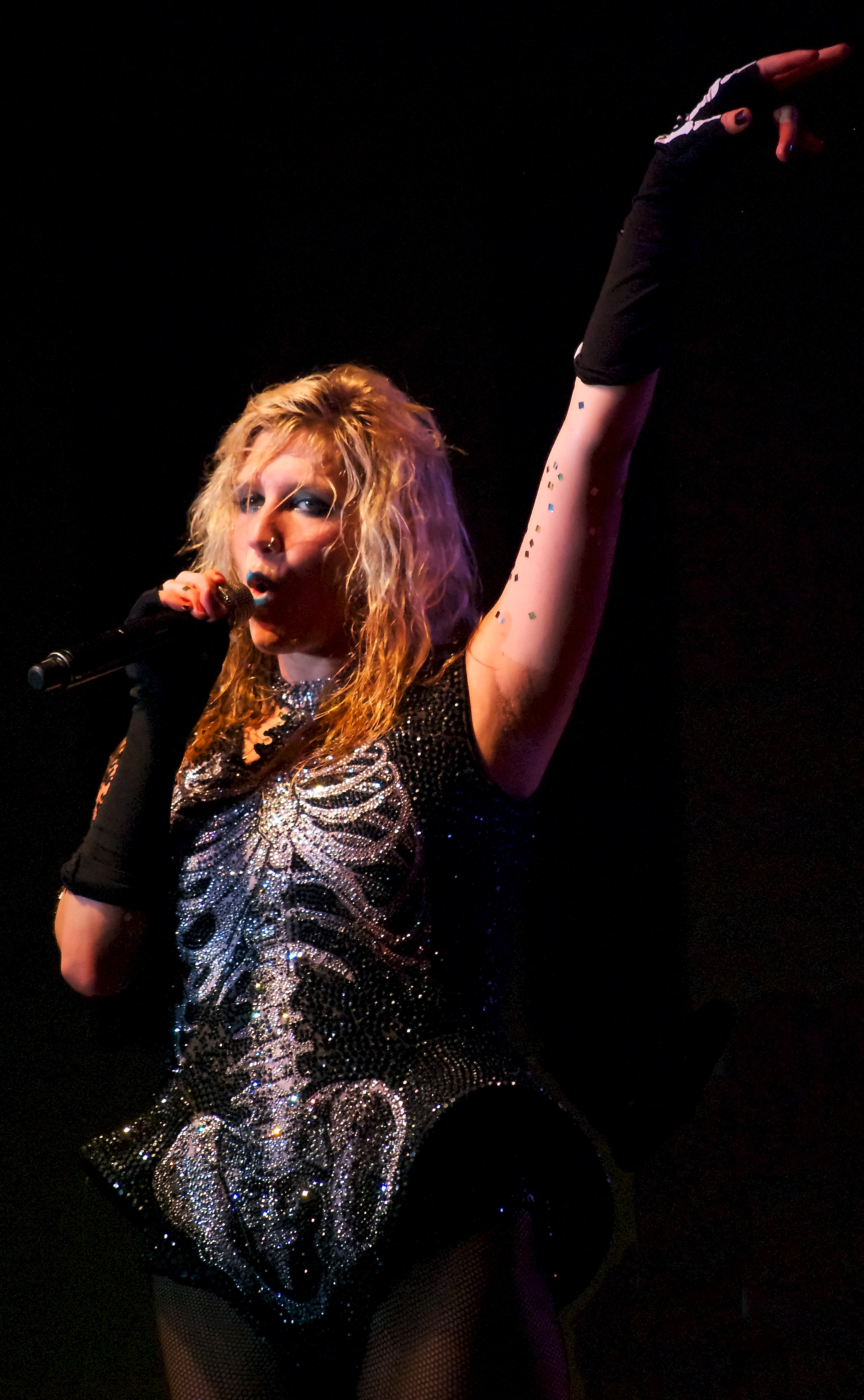
Kesha interpretando «Tik Tok» en su gira Get Sleazy Tour.

Para promocionar el sencillo, Kesha ha hecho una serie de presentaciones en televisión y espectáculos alrededor del mundo. La primera interpretación televisiva de la canción fue en una parte de MTV Push, un programa emitido mundialmente en MTV Networks, donde interpretó la canción junto a sus otros temas «Blah Blah Blah» y «Dinosaur». La artista, asimismo, interpretó la canción junto a «Blah Blah Blah», «Take It Off», «Your Love Is My Drug» y «Dirty Picture» en un programa de la Radio 1's Big Weekend de la BBC. El 29 de mayo de 2010, Kesha interpretó «Tik Tok» junto con «Your Love Is My Drug» en los MTV Video Music Awards Japan.
Kesha también promocionó la canción en programas como It's On with Alexa Chung, The Wendy Williams Show, Lopez Tonight, Late Night with Jimmy Fallon, The Tonight Show with Conan O'Brien y The Ellen DeGeneres Show. «Tik Tok» también se interpretó en Saturday Night Live el 17 de abril de 2010. El 13 de agosto de 2010 Kesha cantó «Tik Tok» en Today. El 7 de noviembre de 2010 la cantante presentó la canción en los MTV Europe Music Awards. En la interpretación usó un leotardo con maquillaje brillante diurno. El concierto contó con un compendio de luces titilantes y bailarines para complementar el espectáculo. La canción fue variando durante la interpretación de la misma, y presentó una «sensación [más] amplificada de música house», según MTV. La canción se tocó en la gira Get Sleazy Tour, realizada para promocionar su EP Cannibal. Dicha gira fue la primera realizada a nivel mundial por parte de la cantante; en este tour, Kesha realizó diversas presentaciones en América, Europa y Australia, aunque si bien hubo un programa para Asia, este no se pudo realizar debido principalmente al terremoto que azotó a Japón a inicios de 2011. La gira fue descrita por ella como «una divertida fiesta de bailes ridículos que iremos construyendo sobre los escenarios enérgicos con los que tocamos junto a Rihanna durante el verano pasado». Durante dichas presentaciones en vivo, diversos medios especializados en el ámbito musical como The Salt Lake Tribune, mencionaron que la presentación de la canción fue bastante «estrepitosa [...] esto es como una especie de dictadura femenina».

## Impacto cultural
| «Es increíble, [...] lo adoro. [...] Soldados israelíes bailando con "Tik Tok" y [la canción] siendo la apertura de Los Simpsons. Son sueños. Ha sido un año realmente bueno». —Comentario de Kesha con respecto a las parodias de su tema. |

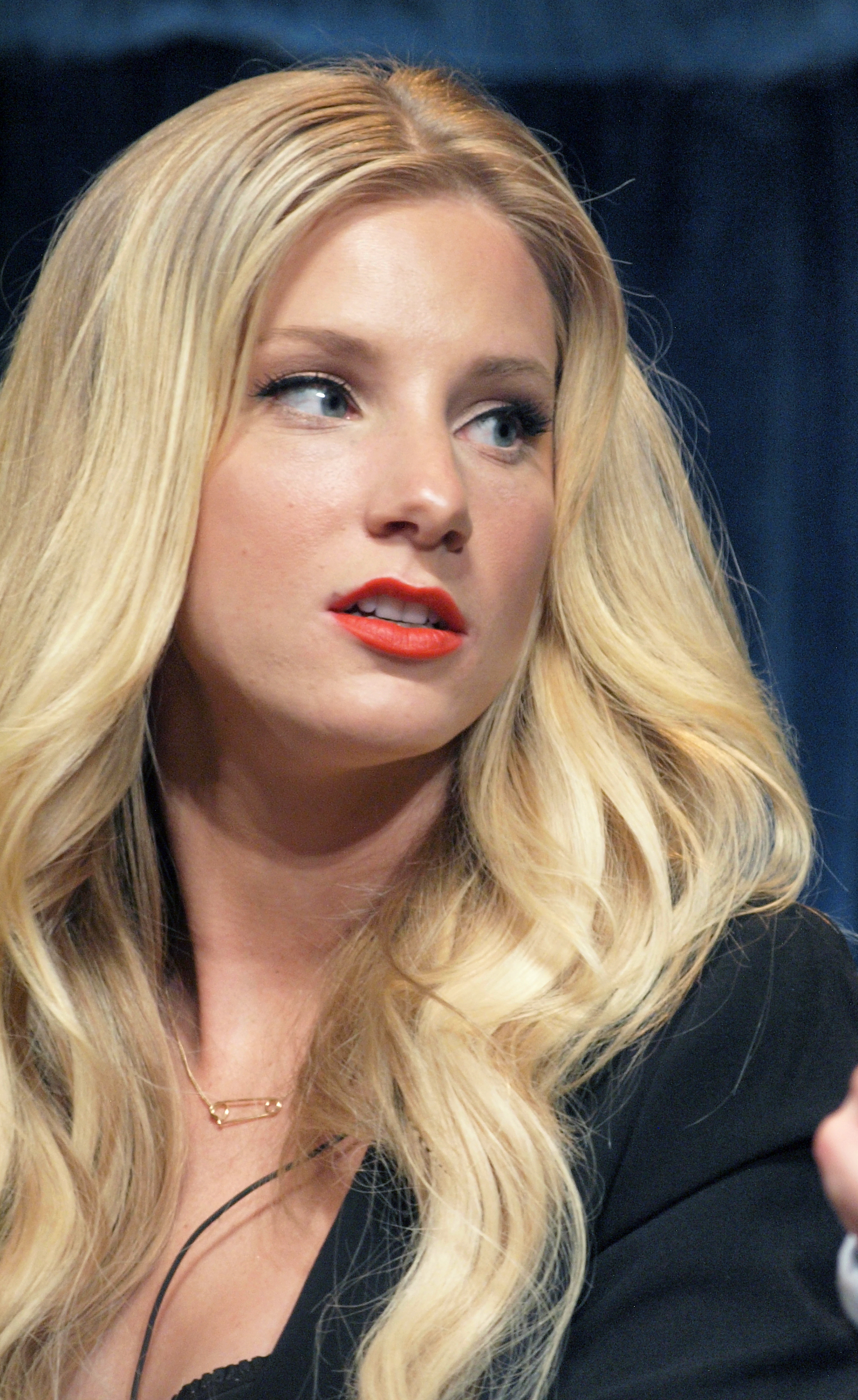
Heather Morris versionó a «Tik Tok» en el rol de Brittany S. Pierce en el episodio «Blame It on the Alcohol».

El grupo de comediantes británicos The Midnight Beast parodiaron la canción. Esta versión trata temáticas juveniles como los intentos de ver cuerpos de mujeres desnudas y cómo evitar los castigos por parte de los padres. Tras descubrir la parodia, Kesha dejó un mensaje con su cuenta de Twitter: «Dios. M**rda [sic]. Es mejor que mi versión». Lanzada en iTunes el 15 de enero de 2010, la canción llegó al cuarto puesto en la lista de sencillos australiana y al número 31 en la irlandesa. «Tik Tok» se usó en la secuencia de apertura para el episodio de Los Simpson «To Surveil with Love», en el que todos los personajes hicieron sincronía de labios en la canción.
Los soldados de la Fuerzas de Defensa de Israel crearon otra parodia en 2010, llamada «IDF Tik Tok». Consistió en un video viral de baile que comienza con seis soldados de infantería patrullando en Hebrón caminando con precaución en una calle desierta, armados y con todo su equipo de combate, cuando de pronto «Tik Tok» comienza a sonar y los soldados empiezan a realizar una danza coreografiada. La comediante Julie Brown parodió el tema con «Another Drunk Chick» en su álbum Smell the Glamour (2011). Jarett Wiselman de The New York Post dijo que fue «uno de los mejores álbumes de comedia del año». Avril Lavigne tocó una versión acústica del tema en su repertorio para la BBC Radio 1. El elenco de la serie de televisión de la cadena FOX Glee interpretó la canción en el episodio «Blame It on the Alcohol», en el que el personaje de Heather Morris, Brittany S. Pierce fue la cantante principal. Todd VanDerWerff de The A.V. Club escribió que la inclusión del tema en el episodio estaba de «sobra», diciendo que solo era una excusa para conseguir una canción de Kesha en Glee. Sin embargo, también agregó que «Realmente me gustó la versión de Heather Morris del tema». Sandra González de Entertainment Weekly elogió la coreografía de Brittany y su participación realizada en «Tik Tok», escribiendo, «La gran estrella de este número era claramente Brittany, que todas las semanas demuestra cada vez más que necesita mostrarse y estar al frente de estas grandes actuaciones y argumentos del show». También le dio a la versión una «B» llamándola una «pura diversión hasta que llegamos a la parte que parecía sacada directamente de la mente de Gordie LaChance. Pero, aunque el vómito morado fuera demasiado para este delicado espectador, la actuación me hizo añadir una canción de Ke$ha a mi colección de iTunes, lo cual jamás me habría esperado». Erica Futterman de la revista Rolling Stone le dio a la versión de «Tik Tok» una reseña mayormente positiva: «A pesar de lo que nos gusta Brittany, nos gustaría que Rachel o Mercedes se pusieran delante del micrófono. La actuación no es tan subida de tono como su número de animación ‘Push it’, pero al final acaba causando más controversia cuando Brittany devuelve encima de Rachel y Santana vomita también una papilla gris».
Y por si fuera poco, esta canción fue utilizada en el comercial de calzado de una multitienda chilena y en el comercial del snack turco Patos Rolls, donde protagonizó la actriz y modelo turca Beren Saat.
A raíz de las repetidas acusaciones de conducta sexual inapropiada del rapero estadounidense Sean John Combs, durante una presentación en vivo en noviembre de 2023, Kesha cambió la letra inicial de la canción, de «wake up in the morning feeling like P. Diddy» a «wake up in the morning feeling like just me». En una actuación en Coachella con Reneé Rapp en abril de 2024, Kesha modificó la letra nuevamente, diciendo «wake up in the morning like fuck P. Diddy». También ha afirmado en entrevistas que planea interpretar permanentemente la versión de Coachella en sus conciertos y ha animado a los fanáticos a aprender esta nueva letra para cantarla en sus shows.

## Formatos y remezclas
| «Tik Tok» — Sencillo |           |          |  |
| N.º                  | Título    | Duración |  |
| 1.                   | «Tik Tok» | 3:20     |  |

| Sencillo — Reino Unido |                                           |          |  |
| N.º                    | Título                                    | Duración |  |
| 1.                     | «Tik Tok»                                 | 3:20     |  |
| 2.                     | «Tik Tok» (Tom Neville's Crunk & Med Mix) | 6:53     |  |

| EP — Reino Unido |                                                      |          |  |
| N.º              | Título                                               | Duración |  |
| 1.               | «Tik Tok»                                            | 3:20     |  |
| 2.               | «Tik Tok» (Fred Falke Club Remix)                    | 6:42     |  |
| 3.               | «Tik Tok» (Chuck Buckett's Verucca Salt Remix Remix) | 4:55     |  |
| 4.               | «Tik Tok» (Tom Neville's Crunk & Med Mix)            | 6:53     |  |
| 5.               | «Tik Tok» (Untold Remix)                             | 5:01     |  |

## Posicionamiento en listas

### Semanales
| Alemania          | German Singles Chart      | 1  |
| Australia         | Australian Singles Chart  | 1  |
| Austria           | Austrian Singles Chart    | 1  |
| Bélgica (Flandes) | Ultratop 50 Singles       | 4  |
| Bélgica (Valonia) | Ultratop 40 Singles       | 1  |
| Canadá            | Canadian Hot 100          | 1  |
| Dinamarca         | Danish Singles Chart      | 3  |
| Eslovaquia        | Radio Top 100 Chart       | 2  |
| España            | Spanish Singles Chart     | 5  |
| Estados Unidos    | Billboard Hot 100         | 1  |
| Estados Unidos    | Pop Songs                 | 1  |
| Estados Unidos    | Digital Songs             | 1  |
| Estados Unidos    | Radio Songs               | 1  |
| Estados Unidos    | Dance/Club Play Songs     | 11 |
| Finlandia         | Finnish Singles Chart     | 2  |
| Francia           | French Singles Chart      | 1  |
| Hungría           | Dance Top 40              | 4  |
| Hungría           | Rádiós Top 40             | 2  |
| Irlanda           | Irish Singles Chart       | 3  |
| Italia            | Italian Singles Chart     | 2  |
| Japón             | Japan Hot 100             | 3  |
| Noruega           | Norwegian Singles Chart   | 1  |
| Nueva Zelanda     | New Zealand Singles Chart | 1  |
| Países Bajos      | Single Top 100            | 6  |
| Reino Unido       | UK Singles Chart          | 4  |
| República Checa   | Radio Top 100 Chart       | 2  |
| Suecia            | Swedish Singles Chart     | 3  |
| Suiza             | Swiss Singles Chart       | 1  |
| Europa            | European Hot 100          | 1  |

- Ver lista de predecesores y sucesores

| Predecesor: «Sexy Bitch» de David Guetta con Akon                 | New Zealand Singles Chart — Sencillo N° 1 12 de octubre de 2009 — 9 de noviembre de 2009                                     | Sucesor: «Whatcha Say» de Jason Derülo                                      |
| Predecesor: «Meet Me Halfway» de The Black Eyed Peas              | Australian Singles Chart — Sencillo N° 1 9 de noviembre de 2009 — 28 de diciembre de 2009                                    | Sucesor: «Fireflies» de Owl City                                            |
| Predecesor: «Bad Romance» de Lady Gaga «Bad Romance» de Lady Gaga | Canadian Hot 100 — Sencillo N° 1 21 de noviembre de 2009 — 5 de diciembre de 2009 2 de enero de 2010 — 20 de febrero de 2010 | Sucesor: «Bad Romance» de Lady Gaga «Today Was A Fairytale» de Taylor Swift |
| Predecesor: «Empire State of Mind» de Jay-Z con Alicia Keys       | Billboard Hot 100 — Sencillo N° 1 2 de enero de 2010 — 6 de marzo de 2010                                                    | Sucesor: «Imma Be» de The Black Eyed Peas                                   |
| Predecesor: «Diamanten» de Chand Torsvik                          | Norwegian Singles Chart — Sencillo N° 1 2 de enero de 2010 — 9 de enero de 2010                                              | Sucesor: «Måndagsbarn» de Veronica Maggio                                   |

### Anuales
| Australia     | Australian Singles Chart  | 9  |
| Nueva Zelanda | New Zealand Singles Chart | 4  |
| Países Bajos  | Mega Single Top 100       | 90 |
| Reino Unido   | UK Singles Chart          | 45 |

| Alemania          | German Singles Chart     | 10 |
| Australia         | Australian Singles Chart | 12 |
| Austria           | Austrian Singles Chart   | 3  |
| Bélgica (Valonia) | Belgian Singles Chart    | 3  |
| Canadá            | Canadian Hot 100         | 2  |
| Estados Unidos    | Billboard Hot 100        | 1  |
| Estados Unidos    | Pop Songs                | 1  |
| Hungría           | Hungarian Airplay Chart  | 7  |
| Japón             | Japan Hot 100            | 21 |
| Países Bajos      | Mega Single Top 100      | 99 |
| Reino Unido       | UK Singles Chart         | 69 |
| Rumania           | Romanian Top 100         | 58 |
| Suiza             | Switzerland              | 6  |
| Europa            | European Hot 100         | 2  |

### Decenales
| Australia | Australian Singles Chart | 42 |

### Certificaciones
| País           | Organismo certificador             | Certificación | Ventas certificadas | Simbolización | Ref.    |
| -------------- | ---------------------------------- | ------------- | ------------------- | ------------- | ------- |
| Alemania       | BVMI                               | Platino       | 150 000             | ▲             | [ 135 ] |
| Australia      | ARIA                               | 5× Platino    | 350 000             | 5▲            | [ 45 ]  |
| Austria        | IFPI Austria                       | Platino       | 30 000              | ▲             | [ 136 ] |
| Bélgica        | BEA                                | Platino       | 30 000              | ▲             | [ 137 ] |
| Canadá         | CRIA                               | 7× Platino    | 280 000             | 7▲            | [ 52 ]  |
| Dinamarca      | IFPI Dinamarca                     | Platino       | 30 000              | ▲             | [ 138 ] |
| España         | PROMUSICAE                         | 2× Platino    | 80 000              | 2▲            | [ 139 ] |
| Estados Unidos | RIAA                               | 5× Platino    | 5 000               | 5▲            | [ 39 ]  |
| Finlandia      | Musiikkituottajat — IFPI Finlandia | Oro           | 5 000               | ●             | [ 140 ] |
| Francia        | SNEP                               | Oro           | 150 000             | ●             | [ 141 ] |
| Italia         | FIMI                               | Multi—platino | —                   | —             | [ 143 ] |
| Japón          | RIAJ                               | Oro           | 100 000             | ●             | [ 144 ] |
| Nueva Zelanda  | RIANZ                              | 2× Platino    | 30 000              | 2▲            | [ 42 ]  |
| Suecia         | IFPI Suecia                        | Oro           | 10 000              | ●             | [ 145 ] |
| Suiza          | IFPI Suiza                         | Platino       | 30 000              | ▲             | [ 146 ] |

## Historial de lanzamientos
| País           | Fecha                   | Formato          | Ref.    |
| -------------- | ----------------------- | ---------------- | ------- |
| Australia      | 7 de agosto de 2009     | Descarga digital | [ 147 ] |
| Canadá         | 7 de agosto de 2009     | Descarga digital | [ 148 ] |
| México         | 7 de agosto de 2009     | Descarga digital | [ 149 ] |
| Noruega        | 7 de agosto de 2009     | Descarga digital | [ 150 ] |
| Nueva Zelanda  | 7 de agosto de 2009     | Descarga digital | [ 151 ] |
| Suecia         | 7 de agosto de 2009     | Descarga digital | [ 152 ] |
| Estados Unidos | 25 de agosto de 2009    | Descarga digital | [ 95 ]  |
| Reino Unido    | 27 de noviembre de 2009 | Descarga digital | [ 96 ]  |

## Créditos y personal
- Composición: Kesha Sebert, Lukasz Gottwald, Benjamin Levin
- Producción: Lukasz Gottwald, Benjamin Levin
- Instrumentos y programación: Lukasz Gottwald, Benjamin Levin
- Grabación: Lukasz Gottwald, Benjamin Levin
- Ingeniero de sonido: Emily Wright, Sam Holland
- Edición vocal: Emily Wright

Fuente: